# فیفی (واشینگتن)
فیفی (به انگلیسی: Fife) شهری در شهرستان پیرسی ایالت واشنگتن است که در سرشماری سال ۲۰۱۰ میلادی، ۹۱۷۳ نفر جمعیت داشته است.